# روبرت إل. ستيفنز
روبرت إل. ستيفنز (بالإنجليزية: Robert L. Stevens)‏ هو مهندس ومخترِع أمريكي، ولد في 18 أكتوبر 1787 في هوبوكين في الولايات المتحدة، وتوفي بنفس المكان في 20 أبريل 1856.

## وصلات خارجية
- روبرت إل. ستيفنز على موقع الموسوعة البريطانية (الإنجليزية)